# 山本泰輔
山本 泰輔（やまもと たいすけ、1976年7月2日 - ）は、日本の男性声優。広島県出身。

## 略歴
中学時代ぐらいまでは陸上一筋だったという。高校時代の頃、アニメ好きの友人の影響で、徐々にアニメ、声優に興味を持つようになった。ある日突然、その友人に「声優になるには、どうしたらいいのかな?」と打ち明けたという。
その後、なまりをとるために地元のテレビ局が主催していた話し方教室などに通いながら、アルバイトをしていた。
高校卒業と同時に広島から上京して、声優の専門学校に1年間通っていた。
その後、81プロデュースの養成所を経て、2015年まで81プロデュースに所属していたが、現在はフリー。

## 人物
声優としては、テレビアニメ、外画吹き替えなどで活躍している。
趣味・特技は水泳、ボウリング。

## 出演
太字はメインキャラクター。

### テレビアニメ
1999年
- KAIKANフレーズ（生徒）
- 鋼鉄天使くるみ（悪ガキ）
- 超速スピナー（観客、シュニッツァー、バッター）

2000年
- Sci-Fi HARRY（マザー、クリスの仲間A、レポーター達、刑事）
- ゾイド -ZOIDS-（アーバイン〈少年〉）
- デジモンアドベンチャー02（高石タケル、ゲソモン、タケルの息子）

2001年
- だぁ!だぁ!だぁ!（2001年 - 2002年、光ヶ丘望）
- パラッパラッパー（生徒）

2002年
- Weiß kreuz Glühen
- .hack//SIGN（呪紋使い）
- NARUTO -ナルト-（イルカ〈少年時代〉、トビオ）
- PIANO（男子部員）

2003年
- DEAR BOYS（成田中央補欠A）
- .hack//黄昏の腕輪伝説（克幸）
- NARUTO -ナルト-（少年）

2004年
- 双恋（生徒）

2005年
- ガンパレード・オーケストラ青の章（嶋丈晴）
- マシュマロ通信（トム）
- ローゼンメイデン トロイメント（男子生徒）

2006年
- 味楽る!ミミカ（マルコ）

2007年
- エル・カザド（若者）
- おおきく振りかぶって（真柴迅）
- D.Gray-man（ドット）

2008年
- MAJOR 4thシーズン（前田）

2012年
- ダンボール戦機W（ミゼル）

2013年
- ちはやふる2（森孝利）

### OVA
2008年
- やなせたかしメルヘン劇場 しっぽのうた（ヤセ）
- やなせたかしメルヘン劇場 もりのヒーロー ハリーとマルタン（マルタン）

2009年
- 聖闘士星矢 THE LOST CANVAS 冥王神話（少年A）

### 劇場アニメ
2000年
- デジモンアドベンチャー02 デジモンハリケーン上陸!!/超絶進化!!黄金のデジメンタル（高石タケル）

2001年
- デジモンアドベンチャー02 ディアボロモンの逆襲（高石タケル）

### Webアニメ
2006年
- Xenosaga II to III a missing year〜U.M.N.に封印されし真実の断片〜（スキエンティアエージェントB）

### ゲーム
2001年
- デジモンテイマーズ バトルエボリューション（高石タケル）

2002年
- 星のまほろば（伊佐知風）

2004年
- Quest of D

2005年
- ハリー・ポッターと炎のゴブレット（ハリー・ポッター）

2006年
- ガンパレード・オーケストラ 青の章 〜光の海から手紙を送ります〜（嶋丈晴）

2010年
- Solatorobo それからCODAへ（カルア・ナパージュ）

### モーションコミック
- VOMIC NARUTO -ナルト-（うみのイルカ〈少年時代〉）
- GET LOVE!!〜フィールドの王子さま〜（同級生）

### ドラマCD
- ICS犀生国際大学A棟302号（堤シホ）
- KIYOSHO（西河周吾）
- デジモンアドベンチャー02 ベストパートナー10 高石タケル&パタモン
- ぼくらの運勢（新田旭）
- ホットギミック（小田切梓）※「Betsucomi」2003年2月号応募者全員サービス
- LOVELESS（弟分）

### 吹き替え

#### 映画
- スパイダーマン

#### テレビドラマ
- ザ・ソプラノズ 哀愁のマフィア
- 私はケイトリン（男子）

#### アニメ
- きかんしゃトーマス（ジェレミー）※テレビ東京版
- サウスパーク（ダミアン、テレンス、腹ペコマーヴィン）
- ピクスコデリックス（ナード）
- ラグラッツ・ザ・ティーンズ（ロジャー）

### バラエティ
- ぐっとくるサンデー（くるニャン）